# Campagna della Valle

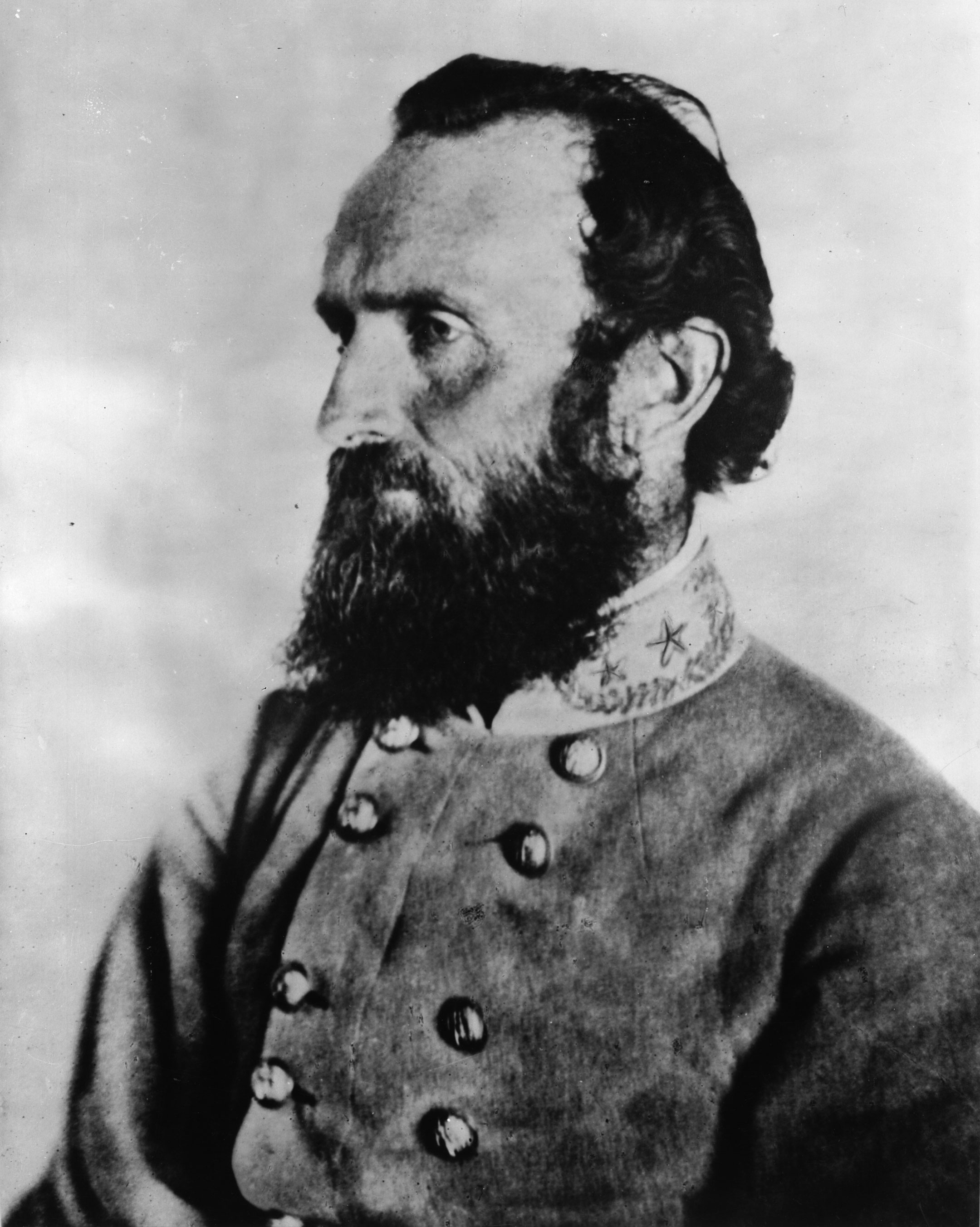
"Stonewall" Jackson

La campagna della valle fu una campagna militare condotta dal Generale confederato Thomas J. "Stonewall" Jackson nel 1862 attraverso la Valle dello Shenandoah, Virginia, durante la guerra di secessione americana.
La primavera del 1862 fu una stagione di grandi ansie per la confederazione. Essa aveva visto scemare rapidamente la speranza di un rapido successo della sua causa dopo il successo colto nell'estate del 1861 (particolarmente con la prima battaglia di Bull Run). Gli eserciti dell'Unione sul fronte occidentale, agli ordini di Ulysses Simpson Grant e altri avevano catturato territorio confederato e vinto significative battaglie a Fort Donelson e Shiloh. Nell'Est inoltre la massiccia Armata del Potomac del Maggior Generale George B. McClellan si avvicinava a Richmond da SE nella Campagna Peninsulare, il vasto corpo del Mag. Gen. Irvin McDowell era posizionato per colpire Richmond da nord e l'esercito del Mag. Gen. Nathaniel Banks stava minacciando la Valle dello Shenandoah.
L'impresa di Jackson nella vallata avrebbe aiutato a far fallire i piani dell'unione e a rinvigorire il morale confederato.

## Sinossi storica
Nel novembre del 1861, Jackson comandava il Distretto della Valle, col suo QG a Winchester. Jackson, che era stato fino a poco prima docente nel Virginia Military Institute (VMI) e che era diventato improvvisamente un eroe nella Prima Bull Run/Prima Manassas, aveva familiarità con il terreno della Valle dello Shenandoah, avendo vissuto lì gran parte della sua vita. Il suo comando comprendeva la già celebre Stonewall Brigade e un insieme variegato di unità della milizia. In dicembre Jackson fu rinforzato dal Brigadier Generale William W. Loring e dai suoi 6.000 uomini ma la sua forza combinata era pur sempre insufficiente per condurre operazioni offensive. Mentre Banks rimaneva a nord del fiume Potomac, il comandante della cavalleria di Jackson, Col. Turner Ashby, effettuò un raid lungo il canale Chesapeake and Ohio e la ferrovia Baltimore and Ohio. Jackson combatté senza grandi risultati contro due piccole postazioni unioniste a Romney e Bath.
Banks reagì attraversando il Potomac gli ultimi di febbraio e muovendo verso sud per proteggere il canale e la ferrovia da Ashby. Il comando di Jackson era operativo come ala destra dell'Armata di Joseph E. Johnston e quando Johnston mosse da Manassas per Culpeper a marzo, la posizione di Jackson a Winchester era isolata. Il 12 marzo 1862, Banks continuò la sua progressione verso SO ("su per la Valle") e occupò Winchester. Jackson aveva sgomberato Valley Pike per Strasburg. Gli ordini di Banks, come parte della strategia complessiva della Campagna Peninsulare, erano di muovere più a sud e spingere Jackson fuori della Valle. Dopo aver compiuto ciò, egli sarebbe arretrato su una posizione più prossima a Washington. Una forte forza avrebbe marciato sotto il comando del Brigadier Generale James Shields verso sud, partendo da Winchester, il 17 marzo, nello stesso tempo all'incirca in cui McClellan avrebbe cominciato il suo movimento anfibio alla volta della Penisola della Virginia.
Gli ordini impartiti da Johnston a Jackson erano di evitare il combattimento generalizzato, dal momento che si trovava in decisa inferiorità numerica, ma allo stesso tempo doveva tenere impegnato Banks abbastanza a lungo da prevenire il distacco di sue truppe per rinforzare McClellan nella Penisola. Come Shields avanzò su Strasburg, Jackson arretrò su Mount Jackson, lasciandosi dietro un velo di cavalleria. La cavalleria unionista erroneamente riferì a Shields che Jackson aveva abbandonato la Valle. Banks concluse che la prima parte della sua missione — espellere Jackson dalla Valle — era stata adempiuta e procedette verso est, nelle retrovie prossime a Washington. Jackson si preoccupò di questo movimento perché Banks stava facendo esattamente quello che lui stesso era stato incaricato d'impedire.
Il 22 marzo, la cavalleria di Ashby impegnò una scaramuccia con gli avamposti che Shields aveva lasciato a Kernstown, proprio a sud di Winchester, e riferì a Jackson che vi era solo una debole forza unionista nell'area, meno di quattro Reggimenti. In realtà la forza di Shields era una Divisione a pieni effettivi di fanteria, forte di almeno 9.000 uomini, assai più forte dunque dei 3.400 soldati di Jackson.

## Le battaglie

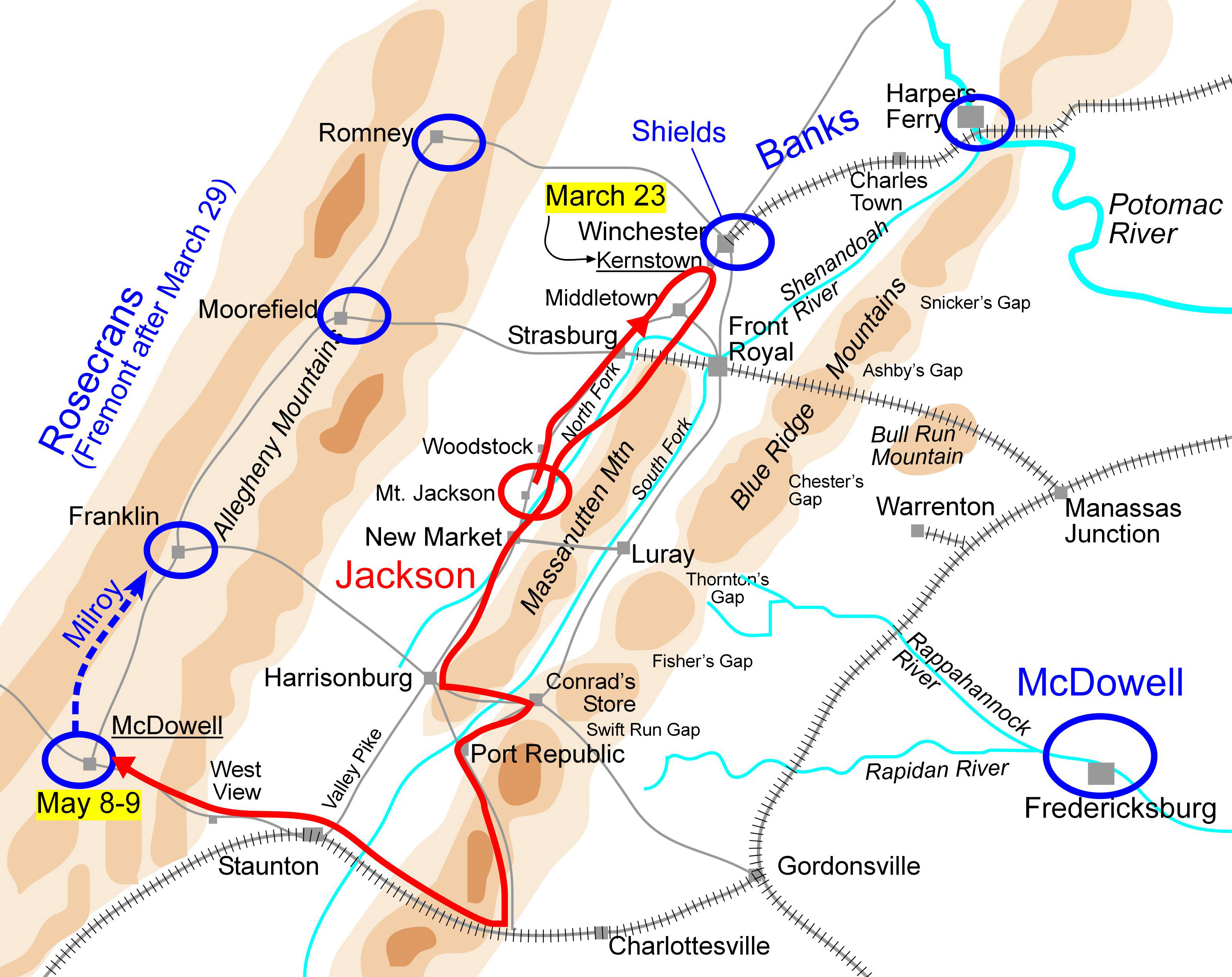
Campagna della Valle: Kernstown e McDowell

| Battaglia                     | Luogo                            | Data       | Esito                                                       | Comandanti e Effettivi Unione                 | Comandanti e Effettivi CSA              | Perdite Unione | Perdite CSA | Note |
| ----------------------------- | -------------------------------- | ---------- | ----------------------------------------------------------- | --------------------------------------------- | --------------------------------------- | -------------- | ----------- | ---- |
| Battaglia di Kernstown        | Contea di Frederick e Winchester | 23 marzo   | vittoria tattica unionista, vittoria strategica confederata | Nathan Kimball tra i 6.000 e i 9.000          | Stonewall Jackson tra i 3.000 e i 4.200 | 590            | 718         |      |
| Battaglia di McDowell         | Contea di Highland               | 8-9 maggio | vittoria confederata                                        | Robert H. Milroy Robert Cumming Schenck 6.500 | Stonewall Jackson 6.000                 | 259            | 420         |      |
| Battaglia di Front Royal      | Contea di Warren                 | 23 maggio  | vittoria confederata                                        | John R. Kenly 1.063                           | Stonewall Jackson 3.000                 | 773            | 36          |      |
| Prima battaglia di Winchester | Contea di Frederick e Winchester | 25 maggio  | vittoria confederata                                        | Nathaniel Banks 6.500                         | Stonewall Jackson 16.000                | 2.019          | 400         |      |
| Battaglia di Cross Keys       | Contea di Rockingham             | 8 giugno   | vittoria confederata                                        | John C. Frémont 11.500                        | Richard S. Ewell 5.800                  | 664            | 287         |      |
| Battaglia di Port Republic    | Contea di Rockingham             | 9 giugno   | vittoria confederata                                        | Erastus B. Tyler 3.500                        | Stonewall Jackson 6.000                 | 1.002          | 816         |      |

### Prima battaglia di Kernstown (23 marzo 1862)
I Federali, comandati in assenza di Shields dal Col. Nathan Kimball, bloccarono l'avanzata di Jackson a Kernstown e quindi contrattaccarono, aggirando il fianco sinistro di Jackson e obbligandolo a ritirarsi. Jackson aveva operato in base alla falsa informazione che i Federali avessero meno uomini a Kernstown di quanti in realtà erano invece presenti. Questa fu una sconfitta tattica per Jackson ma fu una vittoria strategica per la Confederazione perché obbligò il Presidente degli Stati Uniti Abraham Lincoln a lasciare le forze di Banks nella Valle e i 30.000 uomini di McDowell vicino Fredericksburg, sottraendo circa 50.000 soldati alla forza d'invasione di McClellan. Furono creati anche tre comandi separati (uno sotto McDowell, uno sotto Banks e uno sotto il nuovo arrivato Maggior Generale John C. Frémont). Ciò significava che non vi era più un singolo Ufficiale a coordinare le loro azioni strategiche: una situazione che si sarebbe dimostrata fatale per gli eserciti dell'Unione.

### Battaglia di McDowell (8–9 maggio 1862)
Jackson radunò la grossa Divisione di Richard S. Ewell e la piccola Divisione del Maggior Generale Edward "Allegheny" Johnson, portando le sue forze alla cifra di 17.000 uomini. Marciò su una strada secondaria (vedere mappa) alla volta di West View, nella speranza di nascondere le sue intenzioni. Nel frattempo, Frémont decise di avanzare su Staunton e ordinò al Brigadier Generale Robert Huston Milroy di preparare la sua Brigata a McDowell per quella Campagna. Contro Frémont e Banks uniti, le forze di Jackson sarebbero state soverchiate.
Quindi Jackson decise di attaccare le forze dell'Unione ad una ad una, attaccando dapprima quelle a McDowell — le Brigate di Milroy e di Robert Cumming Schenck. A McDowell l'8 maggio, mentre Jackson studiava l'opportunità o meno di attraversare il fiume e circondare la forza nordista, Milroy prese l'iniziativa e assaltò la posizione confederata a Sitlington's Hill. I Federali furono respinti dopo un duro combattimento durato quattro ore. Più tardi Milroy e Schenck arretrarono su Franklin, appiccando incendi alla foresta per ritardare l'inseguimento confederato.
A seguito della vittoria di Jackson a McDowell, vi furono due settimane di calma nei combattimenti mentre le forze si riposizionavano e Jackson provava a individuare quale fosse la via migliore per impedire a Banks di lasciare la Valle e rinforzare Irvin McDowell o McClellan. Robert E. Lee, consigliere militare di Jefferson Davis, provocò qualche confusione nei comandi comunicando direttamente con Ewell, oltrepassando Jackson e Johnston (il comandante di tutte le forze schierate su quel fronte), spingendolo ad attaccare le linee di comunicazione di Banks. Gli ordini ad Ewell di Jackson erano stati di prendere posizione a Swift Run Gap e di contrastare qualsiasi avanzata di Banks. Nel mentre aveva luogo tale disaccordo, Banks inviò Shields e la sua Divisione a rafforzare le forze di Irvin McDowell a Fredericksburg, lasciando Banks con soli 8.000 uomini che egli dispose in una forte posizione a Strasburg. Egli distaccò circa 1.000 soldati sotto il Col. John R. Kenly a Front Royal per avvistare un possibile attacco confederato nella Valle di Luray. Johnston ordinò a Ewell di lasciare la Valle dello Shenandoah per contrastare la partenza di Shields, ma una combinazione di Jackson e Lee lo convinse che una possibile vittoria nella Valle avrebbe avuto maggior importanza di uno scontro con Shields.

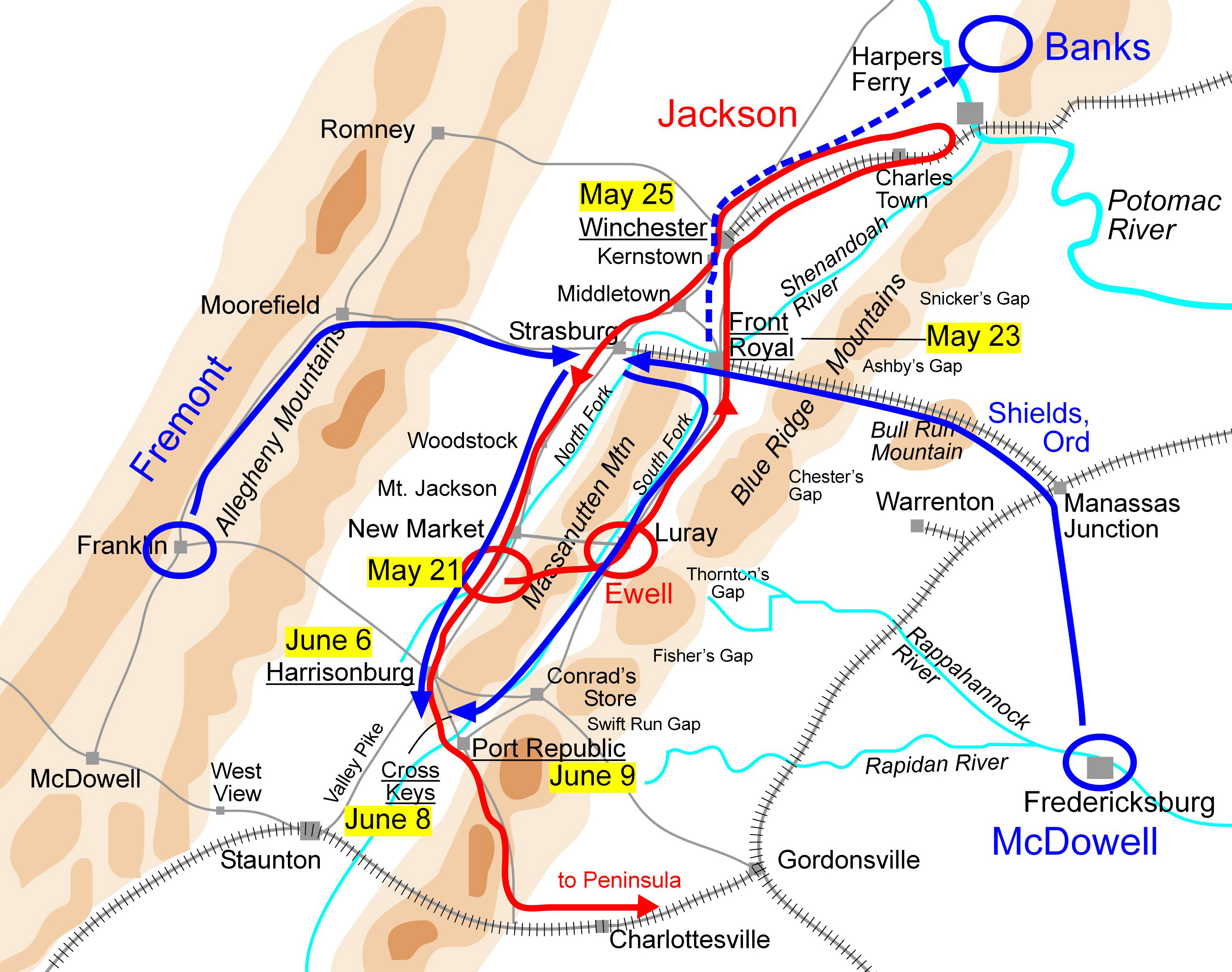
Campagna della Valle: Da Front Royal a Port Republic

Il 21 maggio Jackson marciò col suo comando verso est partendo da New Market, dopo essersi unito a Ewell e procedette verso nord, scendendo la Valle di Luray. La loro velocità di marcia a tappe forzate era tipica della sua Campagna e fece guadagnare ai suoi fanti il soprannome di "Cavalleria appiedata di Jackson". Egli spedì la cavalleria di Ashby direttamente a nord per far credere a Banks che egli stesse andando a colpire Strasburg, ma il suo piano fu in realtà quello di eliminare i piccoli avamposti di Kenly a Front Royal e aggredire rapidamente le linee di comunicazione di Banks ad Harper's Ferry.

### Battaglia di Front Royal (23 maggio 1862)
Le forze confederate, la cui avanguardia era la Brigata delle "Tigri della Louisiana" e il 1º Fanteria del Maryland, sorpresero e schiacciarono il distaccamento reggimentale unionista di 1.000 uomini a Front Royal. Spinti attraverso la cittadina, i Federali sostarono a Camp Hill e ancora a Guard Hill dopo aver tentato d'incendiare i ponti sul fiume. Soverchiato numericamente e aggirato, Kenly continuò a ritirarsi verso Cedarville, dove due cariche di cavalleria condotte dal Col. Thomas L. Flournoy ruppero il blocco stradale e misero in rotta la forza nordista. Circa 900 Federali si arresero. La vittoria di Jackson a Front Royal obbligò l'esercito unionista agli ordini di Banks a Strasburg a effettuare una rapida ritirata verso Winchester alle prime ore del 24 maggio. Malgrado Jackson tentasse l'inseguimento, le sue truppe erano troppo esauste e il saccheggio dei carri di rifornimento unionisti li rallentò immensamente. Una colonna era in ritardo quando raggiunse Middletown, poco dopo che la vulnerabile colonna di Banks era già passata.

### Prima battaglia di Winchester (25 maggio 1862)
Dopo una scaramuccia con l'esercito di Banks che si ritirava verso Middletown e Newtown il 24 maggio, la Divisione di Jackson continuò a dirigersi a nord di Valley Pike verso Winchester. Lì Banks tentò di riorganizzare il suo esercito e di difendere la città. La Divisione di Ewell operò una conversione su Winchester da SE, percorrendo il Front Royal Pike. Il 25 maggio Ewell attaccò Camp Hill, mentre la Brigata della Louisiana della Divisione di Jackson aggirò e sovrastò le posizioni unioniste a Bowers Hill. Il panico si diffuse nei ranghi federali e numerosi soldati fuggirono verso Winchester. L'esercito di Banks fu sonoramente sconfitto e si ritirò a nord attraversando il fiume Potomac. Jackson cercò d'inseguirlo ma senza successo.
I politici di Washington, reagendo all'espulsione di Banks dalla Valle, commisero un errore fatale. Lincoln e il Ministro della Guerra Edwin M. Stanton decisero che la sconfitta di Jackson costituisse un'immediata priorità (sebbene gli ordini per Jackson fossero stati unicamente quelli di tenere le forze unioniste occupate lontano da Richmond). Ordinarono quindi a Irvin McDowell di spedire 20.000 uomini (sotto Shields e il Mag. Gen. Edward Ord) a Front Royal e Frémont per muovere su Harrisonburg. Se tutte e due le forze avessero saputo convergere su Strasburg, l'unica via di fuga dalla Valle per Jackson sarebbe stata tagliata. L'immediata ripercussione di questa mossa fu l'arresto dell'attacco coordinato di McDowell con McClellan su Richmond.
Il 30 maggio Jackson lasciò la Stonewall Brigade a tenere sotto scacco Banks a nord del Potomac, mentre egli abbandonava Harpers Ferry. Malgrado Shields e Frémont fossero più vicini a Strasburg di Jackson, entrambi procedettero lentamente. Shields riprese Front Royal a una piccola forza confederata e quindi s'attardò senza ricevere alcun ordine esplicito; Frémont fu rallentato dalla cavalleria di Ashby e non progredì col dovuto vigore; entrambi furono inoltre rallentati dal cattivo stato delle strade, mentre le truppe di Jackson fecero uso dell'eccellente Valle di Pike. Jackson fu abile a sgomberare Strasburg il 1º giugno prima che le forze federali lo intrappolassero.
Il 2 giugno le forze unioniste si misero all'inseguimento di Jackson — McDowell su per la Valle di Luray, Frémont su per la Valle di Pike, Banks attraversando il Potomac. Per i successivi cinque giorni, frequenti urti si ebbero fra la cavalleria di Turner Ashby, che copriva con un velo la retroguardia di Jackson in marcia, e unità di cavalleria unioniste. Una singola Brigata di cavalleria federale raggiunse la colonna della retroguardia di Jackson mandandola in rotta ma Ashby radunò alcuni sopravvissuti e riportò indietro il corpo di soldati. Incendiò anche alcuni ponti che attraversavano la biforcazione meridionale del fiume Shenandoah, ritardando l'inseguimento dell'Unione e lasciando le forze di Shields e di Frémont separate fra loro. Quando fu ristabilito il contatto il 6 giugno, Ashby fu ucciso a Chestnut Ridge presso Harrisonburg in una scaramuccia con Frémont. Questa fu una significativa perdita per la Confederazione dal momento che Ashby, il "Cavaliere Nero", era uno dei più promettenti ufficiali di cavalleria.
L'esercito di Jackson si pose in posizione difensiva a Cross Keys e Port Republic, dove sarebbero state combattute le battaglie finali nei due giorni successivi. L'8 giugno un raid della cavalleria di Shields a Port Republic fu sul punto di catturare i carri dei rifornimenti confederati e Jackson stesso.

### Battaglia di Cross Keys (8 giugno 1862)
L'esercito di Frémont si scontrò con la Divisione di Ewell a Cross Keys l'8 giugno. La Brigata del Brig. Gen. Julius Stahel, attaccando sulla sinistra unionista, fu sorpresa da un improvviso fuoco di sbarramento degli uomini di Isaac Ridgeway Trimble e fu respinta in disordine. Dopo aver saggiato altre parti dello schieramento confederato, Frémont tornò sotto la protezione delle sue batterie. Jackson resisté a un attacco generale di Frémont; l'essere scampato per poco alla cavalleria di Shields l'8 giugno lo convinse che questi costituiva il pericolo maggiore. Il giorno successivo, le Brigate di Trimble e di John M. Patton tennero a bada Frémont mentre il restante della forza di Ewell attraversava il fiume per assistere alla disfatta del Brig. Gen. Erastus B. Tyler a Port Republic.

### Battaglia di Port Republic (9 giugno 1862)
Jackson concentrò le sue forze a est della biforcazione meridionale dello Shenandoah contro le brigate isolate di Erastus Tyler e di Samuel Carroll della Divisione di Shields, Tyler era comandante in assenza di Shields. Gli assalti confederati attraverso le rive del fiume furono respinti con gravi perdite ma una colonna di fianco aggirò il fianco sinistro unionista. I contrattacchi nordisti non riuscirono a ristabilire la situazione e Tyler fu costretto a ritirarsi. Forze confederate a Cross Keys marciarono per unirsi a Jackson a Port Republic, bruciando il ponte North River dietro di loro. L'esercito di Frémont arrivò troppo tardi per aiutare Tyler e Carroll e assistette impotente dall'altra parte del fiume gonfiato dalle piogge.

## Conseguenze
Dopo le vittorie di Jackson a Cross Keys e Port Republic, le forze dell'Unione si ritirarono. Jackson s'unì a Lee nella Penisola della Virginia per le Battaglie dei Sette Giorni (in cui egli s'abbandonò a un'inusuale pigra condotta delle operazioni, forse dovuta all'eccesso di fatica cui i suoi uomini erano stati sottoposti nella Campagna della Valle). Aveva compiuto brillantemente la sua missione, distolto più di 50.000 uomini essenziali a McClellan per perseguire i suoi piani (tra l'altro il Generale unionista pensava che l'esercito confederato fosse assai più numeroso del suo, invece l'intera Armata della Virginia Settentrionale contava su appena 60.000, incluso Jackson). Con questo successo colto nell'audace sua Campagna della Valle, "Stonewall" Jackson divenne il soldato più celebrato nella Confederazione (finché non venne eclissato dalla fama di Lee) e sollevò il morale sudista. In una classica Campagna militare di sorpresa e manovra, col suo ricorso geniale alla cosiddetta "intimidazione strategica" Jackson condusse il suo esercito a marciare per 646 miglia in 48 giorni e a vincere cinque battaglie decisive con una forza di appena 17.000 uomini a fronte dei 60.000 soldati nemici.
Da parte unionista, un salutare scossone seguì l'imbarazzante sconfitta provocata da una forza militare più esigua. Il corpo di McDowell rimase nella Valle, con solo una Divisione (al comando di George A. McCall), in grado comunque di raggiungere McClellan nella Penisola. Lincoln non si illuse più che si potesse impunemente proseguire nella politica delle forze militari multiple in quella guerra che non ci si illudeva più potesse essere rapida e creò una nuova singola Armata, l'Armata della Virginia, sotto il Mag. Gen. John Pope, che inglobò le unità di Banks, Frémont, McDowell e numerose altre unità minori che operavano intorno a Washington e nella Virginia Occidentale. Questa fu l'Armata sonoramente sconfitta da Lee a Jackson nella Campagna della Virginia settentrionale e nella Seconda battaglia di Bull Run.